# 野澤錦糸
野澤 錦糸（のざわ きんし）は、文楽義太夫節三味線方の名跡。

## 初代
のちの5代目野澤吉兵衛。

## 3代目
（1890年8月12日 - 1926年1月21日）本名は金谷朝治郎。
大阪の生まれ、1901年に5代目野澤吉兵衛に入門し野澤一彌。1911年に6代目吉兵衛の門下。1918年に3代目錦糸を襲名。実の子が4代目錦糸。

## 4代目
（1917年10月12日 - 1988年11月14日）本名は金谷一雄。
大阪の生まれ、3代目の実の子。物心付いたころから父･3代目の手解きを受ける。1926年に4代目鶴澤綱造に入門し鶴澤綱延を名乗る。1928年には野澤勝平（後の2代目野澤喜左衛門）に師事し、1931年に文楽座で初舞台。1942年に4代目錦糸を襲名。狂言「新口村」等を得意とした。1987年勲五等双光旭日章受章、1988年重要無形文化財保持者（人間国宝）認定、1989年文楽賞特別賞受賞。

## 5代目
（1957年6月11日 - ）

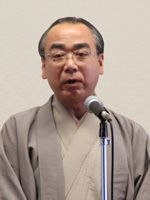
2011年5月18日、芸術選奨贈呈式にて

4代目錦糸の弟子で野沢錦彌、4代目錦糸没後、5代目鶴澤燕三の預かり弟子。1998年に5代目錦糸を襲名。
文楽研修生出身で初めて大名跡を襲名した。
長らく7代目竹本住大夫の三味線を務める。
2011年、芸術選奨文部科学大臣賞（演劇部門）、日本芸術院賞受賞。
2013年、紫綬褒章受章。